# آقای انگلیسی، خانم هندی
آقای انگلیسی، خانم هندی (هندی: इंग्लिश बाबू देशी मेम) فیلمی هندی است که در سال ۱۹۹۶ منتشر شد. از بازیگران آن می‌توان به شاهرخ خان و سونالی بندره اشاره کرد.